# パピヨット (調理法)

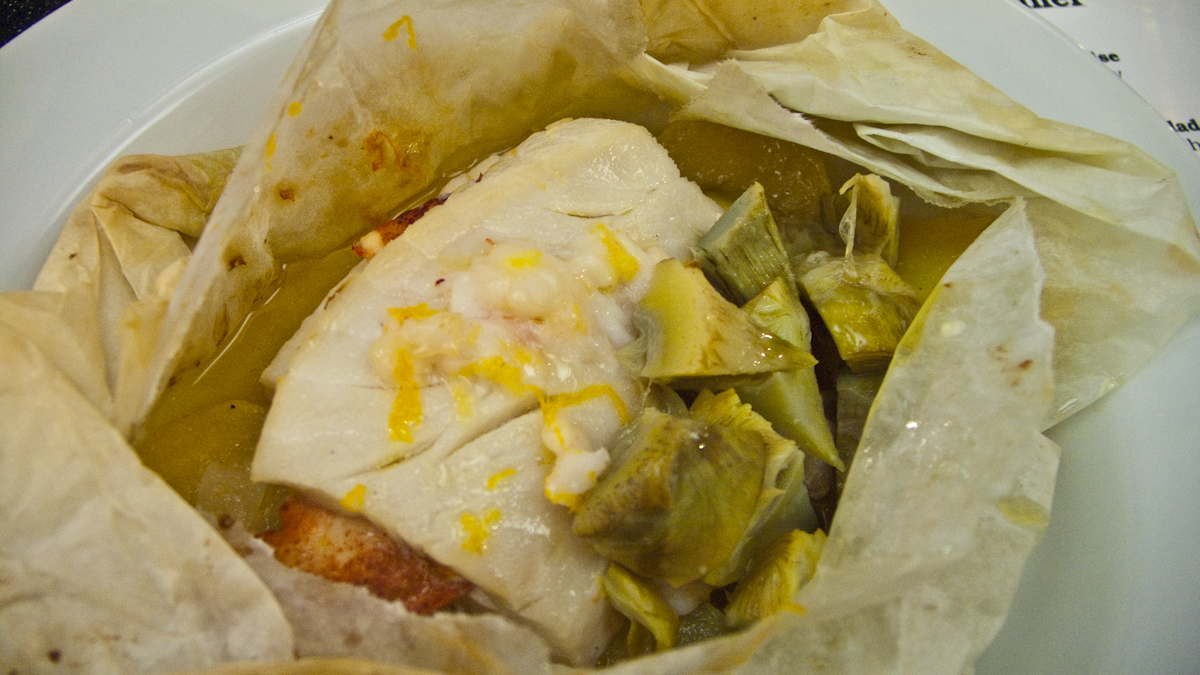
ギンダラのパピヨット ロブスター、アーティーチョーク、新ジャガ

パピヨット（フランス語: papillote）は、紙を使った包み焼きのこと。
厳密にはパピヨットは包み焼きに使用する紙を指し、アン・パピヨット（en papillote）が「食材と香りのよいつけ合わせ野菜とを紙で包み込み、香りを逃がさないように火を通す調理法」を指す。
素材の旨味を逃さずに凝縮させた料理になるのが特徴。